# Claudia Wein

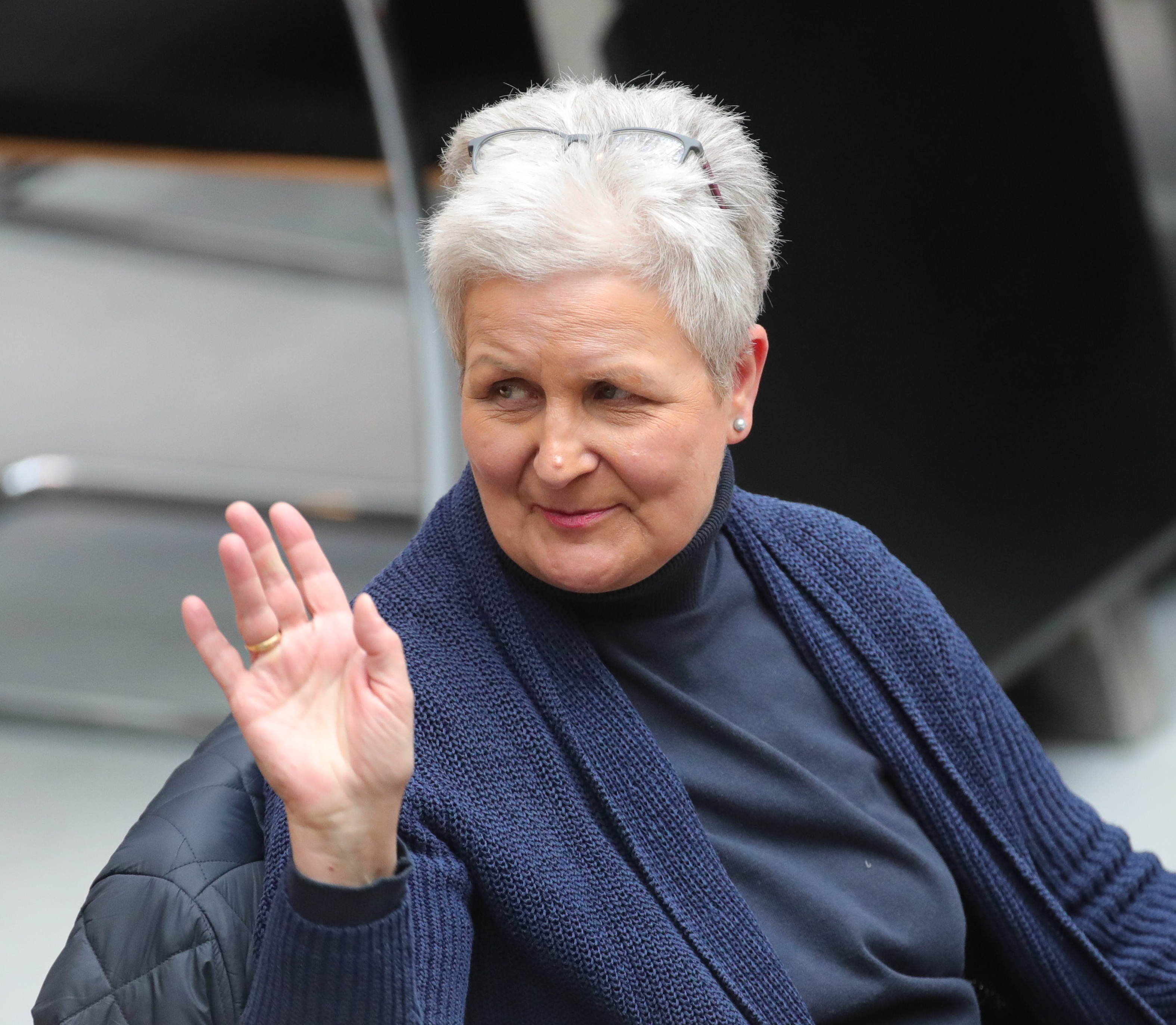
Claudia Wein

Claudia Wein (* 1958) ist eine deutsche Politikerin (CDU). Seit 2023 ist sie Mitglied des Abgeordnetenhauses von Berlin (MdA) für den Wahlkreis Steglitz-Zehlendorf 1.

## Werdegang
Nach dem Abitur studierte Wein zunächst Humanmedizin an der Freien Universität in Berlin und legte 1980 das erste, 1983 das zweite und 1984 das dritte Staatsexamen ab.
Im Anschluss trat sie nach Assistenzarzttätigkeit 1989 in den Öffentlichen Gesundheitsdienst des Landes Berlin ein und nahm verschiedene ärztliche Tätigkeiten auf, darunter in den Berliner Bezirksämtern in Kreuzberg, Tempelhof-Schöneberg, Neukölln und Lichtenberg. 2001 promovierte sie an der Freien Universität Berlin mit ihrer Dissertation zum Thema Qualitätsaspekte klinischer Studien zur Homöopathie. Von 2005 bis 2012 war sie als Leiterin des Gesundheitsamtes in Lichtenberg und von 2012 bis 2013 Abteilungsleiterin in der Senatsverwaltung für Gesundheit und Soziales des Landes Berlin tätig. Seit 2013 arbeitet Wein als Stabsstelle Medizinisches Marketing, Neue Versorgungsformen im Evangelischen Krankenhaus Königin Elisabeth Herzberge. Zudem ist sie nebenberuflich als Autorin verschiedener medizinischer Fachliteratur sowie medizinischer Lehrbücher tätig und betätigte sich mehrere Jahre in der Lehrausbildung von zukünftigem Gesundheitspersonal.
Parallel zu ihrer beruflichen Tätigkeit engagiert sich Wein seit Jahren in der evangelischen Kirche von Berlin. Sie ist Mitglied der Landessynode der Evangelischen Kirche Berlin-Brandenburg-schlesische Oberlausitz sowie des Diakonischen Rates des Diakonischen Werkes Berlin-Brandenburg-schlesische Oberlausitz. Sie gehört weiterhin dem Präsidium der Kreissynode Steglitz sowie dem Vorstand des Krankenseelsorgevereins Steglitz e. V. an.
Wein ist verheiratet, Mutter von vier Kindern und lebt in Berlin-Steglitz.

## Politik
Wein trat 2010 in die CDU sowie auch in die Frauenunion ein. Bis zu ihrer Tätigkeit als Abgeordnete war sie Bezirksverordnete für die CDU im Bezirk Steglitz-Zehlendorf und übte ab 2016 den stellvertretenden Vorsitz für die CDU-Fraktion in der Bezirksverordnetenversammlung aus. In dieser Zeit war sie in den Ausschüssen Bildung und Kultur sowie Gesundheit als auch im Rechnungsprüfungsausschuss tätig. 2021 war sie für die CDU im Wahlkreis Steglitz-Zehlendorf 1 Spitzenkandidatin für die Wahlen zum Abgeordnetenhaus. Bei der Wiederholungswahl im Februar 2023 trat Wein erneut an und gewann mit 30,2 % aller abgegebenen Stimmen das Direktmandat für den Wahlkreis.
Zu ihren inhaltlichen Schwerpunkten gehören Gesundheits- und Sozialpolitik sowie kultur- und verkehrspolitische Themen.

### Kontroverse Aussagen zum Wirken von Heinrich von Treitschke
Im Dezember 2024 wandte sich Wein mit einem Brief an die Anwohner der Steglitzer Treitschkestraße, in welchem sie in Hinblick auf die bereits 2022 gegen die Stimmen der CDU beschlossene Umbenennung der Straße wandte und dazu aufforderte, zahlreich zur anstehenden Sitzung des Kulturausschusses mit erneuter Abstimmung zu erscheinen. In ihrem Brief beschrieb sie Treitschke als einflussreichen Historiker und Publizisten des 19. Jahrhunderts, seine Ansichten und seine Rolle in der Geschichte bezeichnete sie als „umstritten“ und fand, dass die Benennung dieser Straße ein historisches Dokument darstelle. Seinen ausgeprägten Antisemitismus erwähnte sie in dem zweiseitigen Schreiben nicht. Der Brief löste u. a. Empörung bei den Grünen und der FDP aus und war auch ein Thema in den Medien. Sebastian Leber vom Tagesspiegel schrieb in der Jüdischen Allgemeinen zum Inhalt von Weins Brief „Das ist atemberaubend unverschämt und ungefähr so, als würde eine deutsche Politikerin die Ansichten von Hamas oder Hisbollah als »umstritten« bezeichnen.“ Er zeigte sich außerdem verwundert, dass er ausgerechnet von der kirchenpolitische Sprecherin der CDU-Fraktion im Abgeordnetenhaus verfasst wurde.
Bereits 2022 hatte Wein im Rahmen ihrer Arbeit als Bezirksverordnete für Steglitz-Zehlendorf gemeinsam mit dem CDU-Fraktionsevorsitzenden Torsten Hippe in einem Antrag an die Bezirksverordnetenversammlung (BVV) gefordert, dass vor jeder Umbenennung einer Straße, die Anwohner zu befragen seien. Die BVV sprach sich gegen den Antrag aus, weil in einer repräsentativen Demokratie politische Entscheidungen von gewählten Vertretern getroffen werden. Außerdem sei man nicht nur dem Bürgerwillen der Anwohner, sondern dem aller Einwohner des Bezirks verpflichtet. Es wurden außerdem rechtliche Bedenken gegen den Antrag geäußert, da es keine Rechtsgrundlage für eine Bindung der BVV oder des Bezirksamtes an Umfragen gebe.
Wie der Tagesspiegel berichtete, sagte sie im Zusammenhang mit Straßenumbenennungen auch, dass „Menschen, die auch gute Züge haben, dennoch in schwierige Dinge geraten“ – Anfragen, wie dies in Bezug auf Treitschke zu verstehen sei, beantwortete sie nicht.
Im Mai 2025 sprach sich Wein erneut gegen die Umbenennung der Steglitzer Treitschkestraße aus. Dem rbb gegenüber betonte sie, Treitschke sei kein rassischer, sondern ein kultureller Antisemit gewesen, und verwies darauf, dass dieser auch jüdische Freunde gehabt habe. Zudem hob sie hervor, Treitschke habe den Weg der Konversion als Möglichkeit zur Integration jüdischer Menschen in die deutsche Gesellschaft gesehen. Diese Darstellung wurde vielfach kritisiert, da sie zentrale Elemente des christlich motivierten Antijudaismus reproduziere – insbesondere die Vorstellung, dass jüdische Menschen ihre religiöse Identität aufgeben müssten, um gesellschaftliche Akzeptanz zu erlangen. Kritiker warfen Wein vor, damit historische Zwangs- und Anpassungsmechanismen zu verklären, die über Jahrhunderte zur Entrechtung, Ausgrenzung und Gewalt gegen Jüdinnen und Juden geführt hatten.

## Mitgliedschaften
Wein ist Mitglied unter anderem folgender Organisationen, in denen sie überwiegend auch als Vorstandsmitglied mitwirkt:
- seit 1992: Berliner Verein homöopathischer Ärzte
- seit 1998: Kreissynode im Evangelischen Kirchenkreis Steglitz-Zehlendorf
- seit 1999: Vorstandsmitglied Krankenseelsorgeverein Steglitz e. V.
- seit 2008: Verband der Ärzte des öffentlichen Gesundheitsdienstes der Länder Brandenburg und Berlin e. V.
- seit 2014: Diakonisches Werk Berlin-Brandenburg-schlesische Oberlausitz, Mitglied des Diakonischen Rates
- seit 2019: Hartmannbund, Landesverband Berlin, 2021 Wahl zum Vorstandsmitglied, Vorsitz Arbeitskreis III „Gesundheitsdienste“
- seit 2019: Ärztekammer Berlin, Beirat für die Fortbildungsanerkennung (seit 2021: Arbeitskreis „Ärztlich assistierter Suizid“ der Ärztekammer Berlin)

## Veröffentlichungen (Auswahl)
- 2002: Qualitätsaspekte klinischer Studien zur Homöopathie, KVC-Verlag Essen.
- 2011: Stellungnahme zum Gesamtkonzept Inklusive Schule aus Sicht der Gesundheitsämter. Onlinepublikation des Verbands der Ärzte des öffentlichen Gesundheitsdienstes der Länder Brandenburg und Berlin e. V.
- 2015: Starterkit Klinikalltag mit Schwerpunkt Psychiatrie. Herausgegeben von Samuel Elstner, Christoph Schade und Albert Diefenbacher. MWV Medizinisch Wissenschaftliche Verlagsgesellschaft Berlin.
- 2020: Lehrbuch für den Öffentlichen Gesundheitsdienst. Herausgegeben von Ute Teichert und Peter Tinnemann. Akademie für Öffentliches Gesundheitswesen in Düsseldorf.